# NGC 6300
NGC 6300 ist eine Balken-Spiralgalaxie vom Hubble-Typ SBb? im Sternbild Altar am Südsternhimmel. Sie ist rund 45 Millionen Lichtjahre von der Milchstraße entfernt.

Das Objekt ist als Seyfert-II-Galaxie klassifiziert, in dessen Zentrum sich ein aktives Schwarzes Loch von schätzungsweise 300.000 Sonnenmassen befindet.
Die Galaxie wurde im Jahr 1826 von dem Astronomen James Dunlop mit Hilfe eines 9-Zoll-Fernrohrs entdeckt.